# The Aerosol Grey Machine
Albums de Van der Graaf Generator
The Least We Can Do Is Wave to Each Other
(1970)
The Aerosol Grey Machine est le premier album du groupe de rock progressif britannique Van der Graaf Generator, sorti en 1969. Il s'agit en réalité d'un album solo de Peter Hammill, sorti sous le nom de Van der Graaf Generator pour satisfaire des obligations contractuelles à l'égard de Mercury Records.

## Titres
Toutes les chansons sont de Peter Hammill, sauf indication contraire.

### Face 1
1. Afterwards – 4:55
2. Orthenthian St., Pts. 1 & 2 – 6:18
3. Running Back – 6:35
4. Into a Game – 6:57

### Face 2
1. Aerosol Grey Machine – 0:47
2. Black Smoke Yen (Hugh Banton, Keith Ellis, Guy Evans) – 1:26
3. Aquarian – 8:22
4. Necromancer – 3:38
5. Octopus – 8:00

## Musiciens
- Peter Hammill : chant, guitare acoustique
- Hugh Banton : piano, orgue, percussions, chœurs
- Keith Ellis : basse
- Guy Evans : batterie, percussions
- Jeff Peach : flûte
- Chris Judge Smith : chant sur Firebrand